# Grupo Femago
Grupo Femago es un Grupo de Empresas alimentarias de la provincia de Almería, Andalucía, España, dedicada a la comercialización y distribución de hortalizas del Poniente Almeriense, con servicio de subasta directa desde el agricultor, con sede en el polígono industrial “La Redonda” de Santa María del Águila (El Ejido). Productos principales: judías, pimiento, pepino, calabacín, berenjena, tomate, melón, sandía, repollo y cítricos, con una facturación aproximada de unos 150 millones de euros para la campaña 2009-2010. Es por tanto la cuarta empresa almeriense en facturación y la 101 de Andalucía. Pertenece a la asociación Ecohal.
La zona productora de la hortaliza comercializada se encuentra en el denominado “Campo de Dalías”, en la baja Alpujarra Almeriense o Poniente Almeriense, cerca de la costa mediterránea. Presta servicios variados a sus agricultores asociados como asesoramiento técnico, servicio de normalización, envases, instalaciones para exposición, venta de género, servicio de descarga, gestión integrada de plagas (Femago es empresa asesora de la Junta de Andalucía en Control Biológico Integrado), fitosanitarios, estructuras para invernaderos; el comprador se beneficia de un control de calidad.
La empresa posee las certificaciones de calidad de EurepGAP e ISO 9001, o Producción Integrada de Andalucía, Consejería de Agricultura y Pesca de la Junta de Andalucía. Femago ha creado y puesto en funcionamiento una serie de normativas específicas de cada sector para la certificación de fincas.

## Historia
Su origen se remonta a finales de los años 30 del siglo XX cuando surgió como subasta de productos agrícolas, una empresa familiar  fundada por Antonio Góngora Zamora, en un momento en que el principal cultivo de la provincia era la uva. Él dirigió la primera fusión de empresas agrícolas. A mediados de los años 60 se crearon las instalaciones de “La Costa” y se inauguraron las de “Puesto Rubio” poco después. A finales de los 70 llegó a constituirse como sociedad. Su última modificación fue en 1992, cuando se organizó el Grupo Femago, integrando a más socios junto a la familia Góngora, como Francisco Maleno, constituido además por varias sociedades mercantiles:
- Empresas asociadas y marcas: E.H. Femago, S.A. (marca y empresa matriz del grupo)
- Agrocastell (adquirida en 2005)
- Agrupalmería, S.A. (adquirida en 2003)
- S.A.T.E.H. Uniagro

El Grupo comercializa anualmente unos 250 millones de kilos de frutas y hortalizas.
En noviembre de 2009 participó en una misión comercial en Ucrania organizada por la Agencia Andaluza de Promoción Exterior (Extenda), dependiente de la Consejería de Economía y Hacienda de la Junta de Andalucía, con dos sociedades del Grupo, Agrupalmería y Femago, con otras tres empresas andaluzas, para mantener contactos con importadores de dicho país, que se encuentra entre clientes emergentes de la producción agrícola andaluza.
A comienzos de la campaña de 2010 culminó la ampliación de capital en 4,6 millones de euros aprobada 5 años antes, con lo que su capital social quedó establecido en algo más de 6,1 millones de euros.
El Grupo Femago está integrado por unas diez empresas, que incluye los tres mayores centros de subasta del sudeste de España, las Alhóndigas Agrocastell, Agrupalmería y Femago, con participación en al menos diez empresas relacionadas directamente con el sector. Cuenta con sus propios invernaderos, unas 100 has., en los que investiga nuevas tecnologías y mejoras agrícolas:
- Creación de estructuras de invernadero
- Cultivo sobre toda clase de suelos o hidropónico
- Gestión de residuos hídricos
- Gestión integrada de Plagas
- Gestión de recursos humanos
- Participación en el proyecto para el uso del ozono en los compartimentos refrigerados para preservar las propiedades organolépticas de los productos alimenticios[12]
- Acuerdos de colaboración con otras entidades como la Universidad de Almería o el laboratorio de la estación experimental Las Palmerillas de Cajamar[13]

El Grupo ha llegado a procesar hasta 2,5 millones de kilos de producto al día en temporada alta con la ayuda y disponibilidad de los técnicos adecuados. Integra las producciones de unas 1.500 has., de las que unas 1.200 están bajo métodos de producción integrada, planes acogidos gradualmente por los productores y agricultores almerienses.
Los países importadores son Alemania, Bélgica, Chequia, Eslovaquia, Francia, Italia, Países Bajos, Polonia, Portugal, Reino Unido y diversos de la Europa del Este.
Femago es patrocinador de un equipo de baloncesto, el Femago-B. Murgi. Así mismo ha sido sede de exposiciones de pintura.

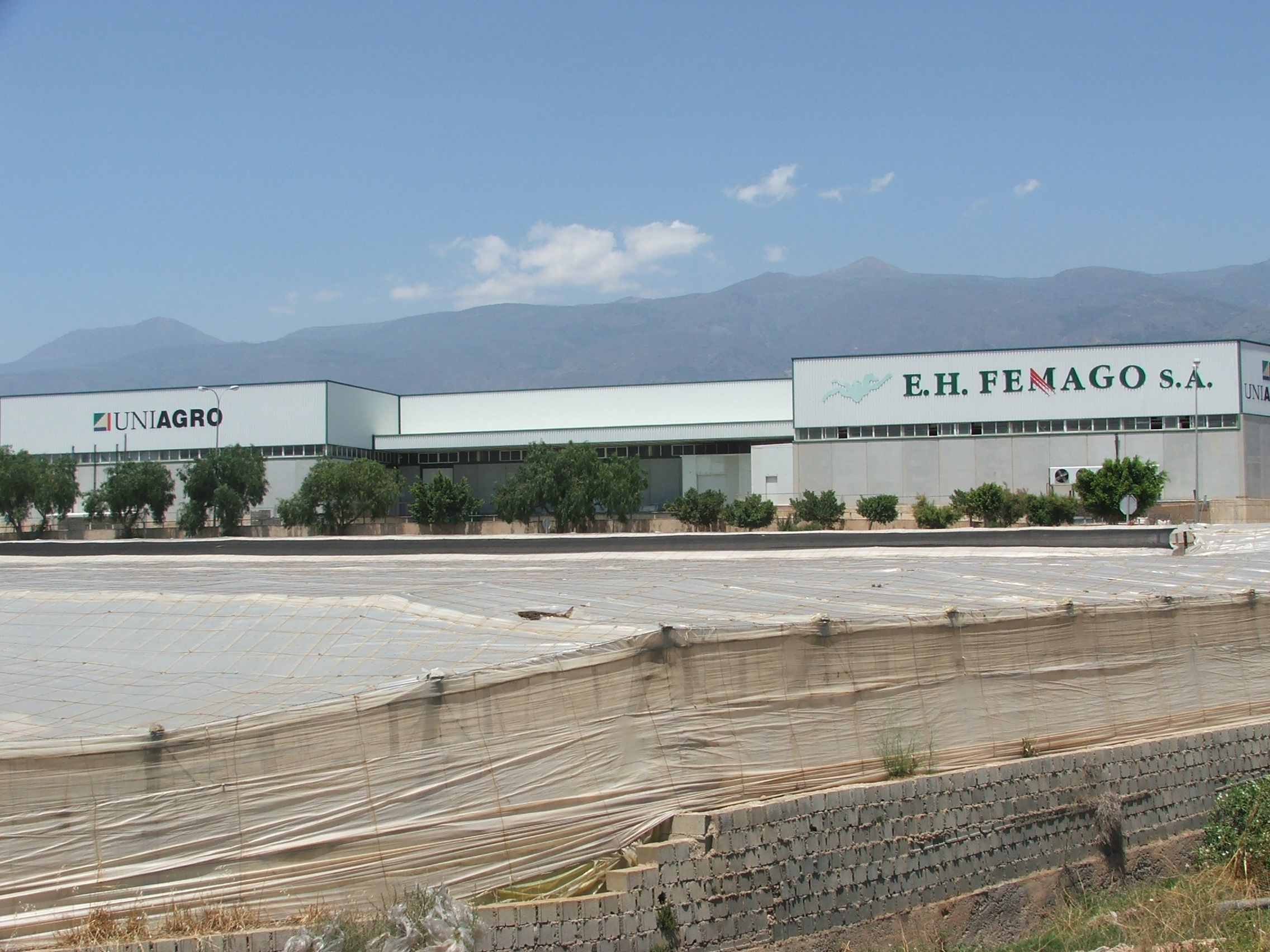
Puesto de La Mojonera

## Instalaciones y empresas
- Sede central: calle Bremen nº 2, Polígono industrial la Redonda, El Ejido
- La Costa
- Puesto Rubio
- Agrupalmería. Una de las principales empresas hortícolas del Levante Almeriense, ligada al cultivo en la zona de La Cañada de San Urbano y Níjar con más de cuarenta años de existencia, su actividad está centrada en la comercialización de diversas variedades de tomate. Se considera como un centro de subasta de gran importancia en el mundo para el tomate raf, variedad resistente a fusarium.[16]
- Agrocastell, Castell de Ferro, provincia de Granada. Cuenta con más de veinticinco años de experiencia en la producción hortícola en invernadero en esta provincia. Desde el año 2003 su producto principal es el Pepino Almería. Cuenta con dos centros de recogida de género:
  - Bérchules
  - Mecina Bombarón
- Uniagro, centro de compras dedicado a la comercialización de cítricos, compra y venta de productos a la carta para todo tipo de compradores.